# ناحیه دیدوبه-چوگورتی
ناحیه دیدوبه-چوگورتی (انگلیسی: Didube-Chugureti District) یکی از ناحیه‌های شهر تفلیس پایتخت گرجستان است. 